# البطولة العربية للأندية الفائزة بالكؤوس 1989
البطولة العربية للأندية الفائزة بالكؤوس 1989 هي النسخة الأولى من البطولة العربية للأندية الفائزة بالكؤوس التي أقيمت في جدة، السعودية من 20 سبتمبر إلى 1 أكتوبر 1989. مثلت الفرق الدول العربية في أفريقيا وآسيا. فاز الملعب التونسي بالبطولة للمرة الأولى على حساب نادي الكويت.